# Evangelisch-Lutherisches Dekanat Leutershausen
Das Evangelisch-Lutherische Dekanat Leutershausen ist eines der 19 Dekanate des Kirchenkreises Ansbach-Würzburg. Bezüglich der Fläche und Mitgliederzahl gehört es zu den kleinen Dekanaten der Evangelisch-Lutherischen Kirche in Bayern. Der Dekan hat seinen Sitz in Leutershausen und leitet den Dekanatsbezirk im Zusammenwirken mit der Dekanatssynode und dem Dekanatsausschuss.

## Geografie
Das Dekanat liegt im westlichen Mittelfranken an der oberen Altmühl auf der Frankenhöhe. Es grenzt an die Dekanate Rothenburg, Bad Windsheim, Ansbach und Feuchtwangen.
Durch das Dekanat führt der mittelfränkische Abschnitt des Jakobsweges von Krakau über Prag, Pilsen nach Nürnberg und Rothenburg ob der Tauber und von dort weiter über die Schweiz oder Frankreich nach Spanien.
Die Wallfahrtskapelle St. Jakob in Häslabronn an der Straße zwischen Ansbach und Rothenburg ob der Tauber ist seit 1812 der Pfarrei Colmberg eingegliedert.
Im Dekanat liegen die politischen Gemeinden, die alle zum Landkreis Ansbach gehören: 
| - Aurach - Buch am Wald - Colmberg | - Geslau - Leutershausen - Oberdachstetten |

## Geschichte
Nachdem Markgraf Georg der Fromme in der Markgrafschaft Ansbach die Reformation eingeführt hatte, mussten die vielen Pfarreien in seinem Fürstentum beaufsichtigt und regelmäßig visitiert werden. Dafür wurden 1556 zehn Superintendenten mit dem Titel eines Dekans eingesetzt. Damals fasste man alle 27 Pfarreien der markgräflichen Ämter Ansbach, Birkenfels, Colmberg und Leutershausen zu einem neuen Dekanat mit Sitz in der Stadt Leutershausen zusammen. Zeitweise waren auch Colmberg und Lehrfeld Sitz des Dekanats, das dann auch den Namen des Hauptortes trug.
Der erste Dekan, Magister Paulus Wahrbeck, leitete am 10. November 1556 die erste jährliche Synode seiner ihm unterstellten Pfarrer.
Nach dem Übergang an Bayern 
wurde das markgräfliche Dekanat am 7. Dezember 1810 in ein bayerisches Dekanat umgewandelt. Dabei wurden einige Gemeinden an das neu gegründete Dekanat Ansbach abgegeben.

## Kirchengemeinden
Zum Dekanatsbezirk Leutershausen gehören 8 Pfarreien (Pfarrämter), die teilweise aus mehreren Kirchengemeinden, insgesamt 19, bestehen. Hier aufgelistet mit ihren jeweiligen Kirchen:
| - Binzwangen - Binzwangen, St. Sebastian, Cornelius und Cyprian - Cadolzhofen, Heilig Kreuz - Obersulzbach, St. Maria - Stettberg, St. Nikolaus - Buch am Wald - Buch am Wald, St. Wendel - Gastenfelden, St. Maria Magdalena - Hagenau, Zu unserer lieben Frau - Colmberg - Auerbach, St. Marien - Colmberg, St. Ursula, mit St. Jakob in Häslabronn - Geslau-Frommetsfelden - Frommetsfelden, St. Erhard - Geslau, St. Kilian | - Leutershausen - Leutershausen, St. Peter - Jochsberg, St. Mauritius - Neunkirchen - Neunkirchen, St. Georg - Wiedersbach, St. Johannis Baptista - Oberdachstetten - Berglein-Dörflein, St. Kilian und Kunigunde - Mitteldachstetten, St. Jakob - Oberdachstetten, St. Bartholomäus - Weißenkirchberg - St. Wenzeslaus |

Drei Diakonievereine setzen sich für die diakonische Arbeit im Dekanat ein:
- Frankenhöhe (Rothenburg-Leutershausen, Sitz: Schillingsfürst)
- Obere Altmühl
- St. Peter Leutershausen